# 1565

## Събития
- 5 януари – Цар Иван IV Грозни въвежда опричнината в Русия.
- Великата обсада на Малта от османските турци, продължила от 18 май до 11 септември. Рицарите хоспиталиери удържат острова.
- Внесен е картофът в Европа.

## Родени
- Педро Фернандес де Кирос, мореплавател